# Alloperla severa.
Alloperla severa. är en bäcksländeart som först beskrevs av Hagen 1861.  Alloperla severa. ingår i släktet Alloperla och familjen blekbäcksländor. Inga underarter finns listade i Catalogue of Life.